# Bimmen

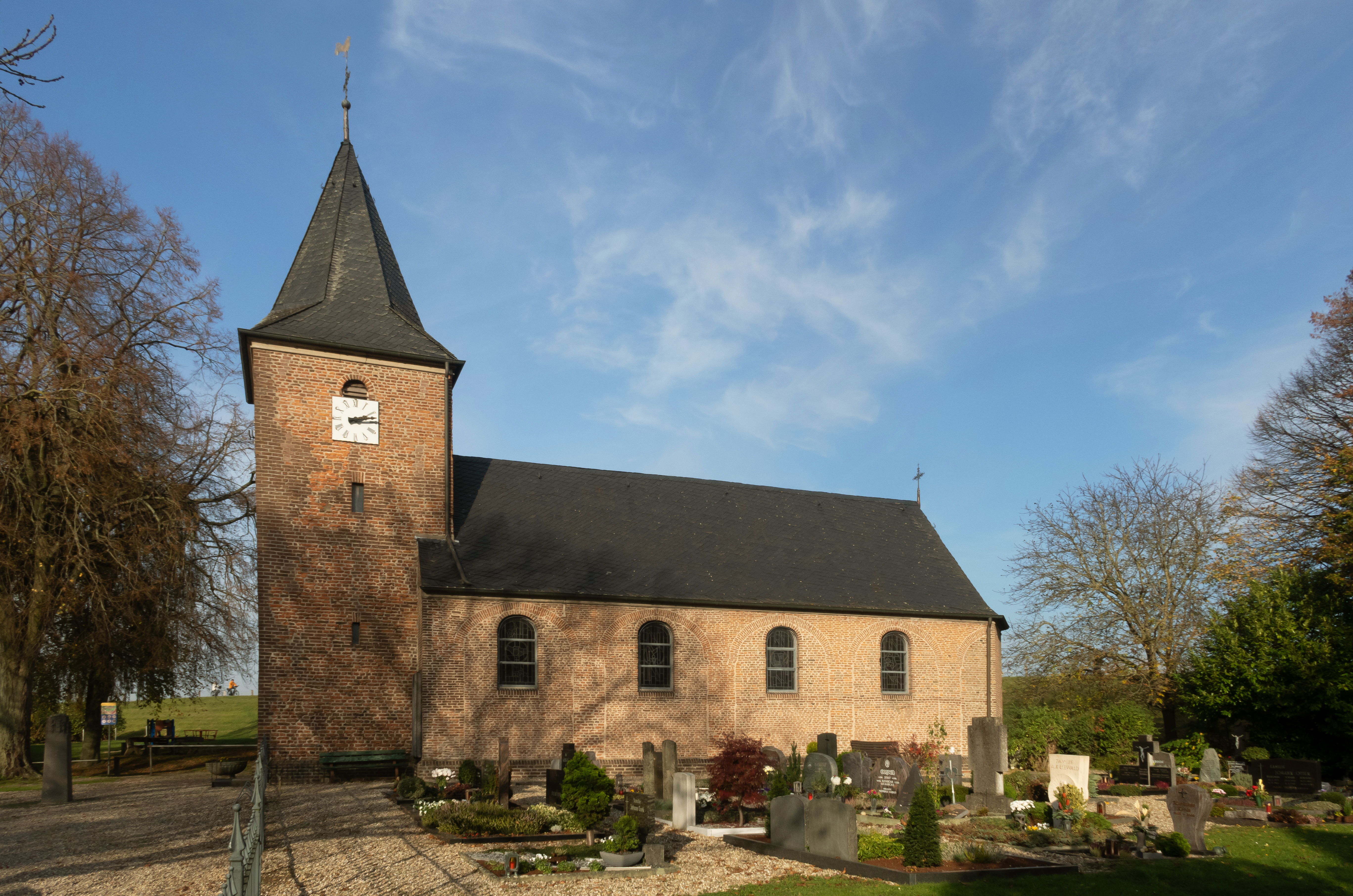
Katholische Kirche St. Martinus

Bimmen ist ein Ortsteil der Stadt Kleve, Kreis Kleve und hat rund 170 Einwohner auf einer Fläche von 209 Hektar.

## Geschichte
Bimmen war nach archäologischem Befund schon zur Römerzeit besiedelt; durch die unmittelbare Lage des Ortes am Rhein hat sich die Siedlung aber teilweise verlagert. 891/92 wird Bimmen als Besitzung des Klosters Lorsch erstmals erwähnt. 1242 wurde erstmals ein Pfarrer in Bimmen erwähnt. Die Martinuskirche, deren heutiger Bau im Wesentlichen aus dem 15. und 16. Jahrhundert stammt, besteht in Teilen aus älterem Tuffsteinmauerwerk. Im Mittelalter und in der frühen Neuzeit gehörte Bimmen zum Amt Düffel. Ab 1800 gehörte es zur Bürgermeisterei Keeken, ab 1945 zum Amt Rindern. 1969 wurde es nach Kleve eingemeindet. Die Pfarrei wurde 2005 aufgelöst und mit der Pfarre in Rindern zusammengelegt.
Noch heute ist Bimmen eng auf den niederländischen Nachbarort Millingen bezogen.